# Јаћим Врачарић
Јаћим Врачарић (Кремна, 1885—1977) био је земљорадник, поднаредник и носилац Карађорђеве звезде са мачевима.
Рођен је 1885. године у Кремнима, где се са родитељима бавио земљорадњом до одласка на служење војног рока. Војни рок служио је у 1. чети 2. батаљона IV пука и у тој јединици провео време од почетка Балканских ратова до ослобођења земље у Првом светском рату.
После рата радио је административне послове при Војној команди у Ужицу, а 1941. године се повукао у Кремна, где је 1977. године умро.